# Bombus lapidarius
Bombus lapidarius és una espècie d'himenòpter apòcrit de la família Apidae. Es troba arreu d'Europa central. Es distingeix per tenir el cos negre amb coloració vermella a l'extrem posterior de l'abdomen. Aquest abellot té un paper important en la pol·linització de plantes nadiues.